# Steinhausen an der Rottum
Steinhausen an der Rottum är en kommun i Landkreis Biberach i det tyska förbundslandet Baden-Württemberg. Kommunen består av ortsdelarna (tyska Ortsteile) Steinhausen, Bellamont och Rottum. Folkmängden uppgår till cirka 2 200 invånare, på en yta av 29,87 kvadratkilometer. De tidigare kommunerna Bellamont och Rottum uppgick i Steinhausen an der Rottum 1 januari 1975.
Kommunen ingår i kommunalförbundet Ochsenhausen tillsammans med staden Ochsenhausen och kommunerna Erlenmoos och Gutenzell-Hürbel.

## Befolkningsutveckling
| Befolkningsutvecklingen i Steinhausen an der Rottum 1975–2015 | Befolkningsutvecklingen i Steinhausen an der Rottum 1975–2015 | Befolkningsutvecklingen i Steinhausen an der Rottum 1975–2015 | Befolkningsutvecklingen i Steinhausen an der Rottum 1975–2015 | Befolkningsutvecklingen i Steinhausen an der Rottum 1975–2015 |
| ------------------------------------------------------------- | ------------------------------------------------------------- | ------------------------------------------------------------- | ------------------------------------------------------------- | ------------------------------------------------------------- |
|                                                               |                                                               |                                                               |                                                               |                                                               |
| År                                                            |                                                               |                                                               | Folkmängd                                                     | Areal (ha)                                                    |
| 1975                                                          | 1975                                                          |                                                               | 1 628                                                         | 2 986                                                         |
| 1980                                                          | 1980                                                          |                                                               | 1 596                                                         | 2 988                                                         |
| 1985                                                          | 1985                                                          |                                                               | 1 574                                                         |                                                               |
| 1990                                                          | 1990                                                          |                                                               | 1 677                                                         |                                                               |
| 1995                                                          | 1995                                                          |                                                               | 1 755                                                         |                                                               |
| 2000                                                          | 2000                                                          |                                                               | 1 863                                                         |                                                               |
| 2005                                                          | 2005                                                          |                                                               | 1 925                                                         |                                                               |
| 2010                                                          | 2010                                                          |                                                               | 1 921                                                         |                                                               |
| 2015                                                          | 2015                                                          |                                                               | 2 003                                                         |                                                               |
|                                                               |                                                               |                                                               |                                                               |                                                               |